# Chiesa di San Giovanni di Malta (Venezia)
La chiesa di San Giovanni di Malta o San Giovanni al Tempio o anche  dei Furlani è un edificio religioso della città di Venezia, situato nel sestiere di Castello.

## Storia
Situata vicino alla chiesa di Sant'Antonin e la Scuola di San Giorgio degli Schiavoni, vicino alla calle dei Furlani vi è la calle cieca dove risiedevano i Cavalieri Di Malta, e che qui costruirono una chiesa ed un ospedale.
La chiesa è nota come chiesa di San Giovanni di Malta, ma nell'arco degli anni ha cambiato nome varie volte. Venne edificata la prima volta nell'XI secolo col nome di San Giovanni Battista, per poi essere chiamata dai veneziani San Giovanni dei Furlani, per il nome della calle su cui si affacciava, ci si riferiva con tale nome anche all'ospedale di Santa Caterina, perché la zona era abitata prevalentemente da genti originarie del Friuli.
Per quasi due secoli la chiesa fu di proprietà dei Templari e per questo assunse il nome di chiesa di San Giovanni del Tempio, ma quando l'ordine fu soppresso, nel 1312, fu affidata ai Cavalieri di Malta e cambiò il nome definitivamente con l'attuale: chiesa di San Giovanni di Malta.
L'attuale pianta è del 1565, anno dell'ultima ristrutturazione.
La chiesa venne chiusa da Napoleone e lo rimase fino al 1839, quando venne riabilitato l'ordine dei Cavalieri di Malta. Durante questo periodo la chiesa ospitò una stamperia e una sala spettacoli.

## Descrizione
La pianta della chiesa si compone di un'unica navata, con un presbiterio che ospita gli stemmi dei Cavalieri, e l'elenco dei priori in carica.
Opera di rilievo è senz'altro il Battesimo di Cristo di Giovanni Bellini; l'altare maggiore non è originale, ma è quello della chiesa di San Geminiano, antichissimo edificio che si affacciava su Piazza San Marco fin dal VII secolo, ma che Napoleone decise di abbattere per unire le Procuratie con la nuova ala napoleonica, l'attuale Museo Correr.
Interessante il chiostro, che ospita pietre tombali di molti cavalieri dei due ordini, che hanno gestito questa chiesa.
Tutte le opere contenute nella chiesa, arredi fissi e mobili, furono ricomposti sotto la dominazione austriaca per tentare di ripianare lo spoglio napoleonico. In epoca moderna il pittore americano Frank Mason ha donato alla chiesa un ciclo di tele su sant'Antonio.